# Hungduan
Hungduan é um município de  quarta classe de renda municipal (d) na província Ifugao, nas Filipinas. De acordo com o censo de 1 de maio  de  2020 possui uma população de 8 866 pessoas e 1 983 domicílios.